# Riu Eure
|  | Per a altres significats sobre Eure, vegeu «Eure (departament)». |

L'Eure és un riu francès que discorre pels departaments de l'Orne, Eure-et-Loir i Eure. És un dels principals afluents per l'esquerra del Sena.

## Geografia
L'Eure té el seu naixment a Marchainville, prop de Longny-au-Perche, al departament de l'Orne i s'uneix al Sena a Martot, al departement de l'Eure, tot i discorren pràcticament junts des de Pont-de-l'Arche. El riu dona nom al departament del mateix nom i passa per ciutats com Chartres, Maintenon, Pacy-sur-Eure i Louviers.

## Principals alfuents
- Ribe dreta:
  - l'Aunay
  - el Drouette, 40 km, cabal de 0,90 m³/s i una conca de 240 km²
  - el Maltorne
  - el Vesgre, 46 km
- Riba esquerra:
  - el Donette
  - el Blaise, 45 km i una conca de 413 km²
  - l'Avre, 80 km, cabal de 3,60 m³/s i una conca de 917 km²
  - l'Iton, 132 km i una conca de 1.300 km²